# 夏曼·藍波安
夏曼·藍波安（達悟語：Syaman Rapongan，漢名施努來，1957年10月31日—），是一位出身蘭嶼達悟族的台灣海洋文學作家，以小說和散文作品著稱。

## 生平概略
1957年生，蘭嶼達悟族人，曾用漢名施努來，國立清華大學人類學研究所碩士、淡江大學法文系畢業。是蘭嶼早期少數沒有憑藉保送制度而進入大學就讀者之一。大學畢業後留在臺灣北部從事於各種零工及駕駛計程車謀生。曾任國小、國中代課老師、台北市原民會委員、公共電視原住民新聞諮詢委員、達悟族的「驅除惡靈」運動總指揮、行政院「蘭嶼社區總體營造委員會」委員、臺灣海洋科技研究中心研究員等，並創辦一間以發揚蘭嶼達悟族文化為核心的工作室「島嶼民族科學工作坊」。
1988年投入蘭嶼反核自救運動，1989年返回蘭嶼。1990年代初正式在戶政事務所改名為夏曼·藍波安。1992年出版第一本書《八代灣的神話》獲中研院史語所母語創作獎。《冷海情深》獲1997年聯合報讀書人年度十大好書。1999年出版的《黑色的翅膀》於同年獲吳濁流文學獎。
2003年3月，一夕之間接二連三地喪失了母親、父親、大哥，這對他造成巨大的心理衝擊，也開始思索著自己的未來方向。2004年，在入選文建會「全球視野文學創作人才培育計畫」後，他提出了「南太平洋夢想之旅」計畫。2010年《老海人》獲金鼎獎。2014年，長篇小說《大海浮夢》入圍2015年聯合報文學大獎，2017年更以該小說獲得第40屆吳三連文學獎，並於2018年獲得日本鐵犬異托邦文學賞，顯示他在海洋文學上的成就與貢獻。夏曼・藍波安在《大海之眼》中論陳其個人的書寫為「海洋殖民島嶼文學」。

## 寫作風格及評價
夏曼・藍波安海洋文學的重要創作靈感來自於父親精彩的口傳故事，其敘述中的海洋文化活動富含達悟族文化象徵意義，如在《大海之眼》一書中，描述達悟族重要的神話傳說與祭儀文化，根據其童年成長經驗、達悟族傳統文化知識、海洋生活智慧等深入達悟族海洋文化精髓。
其創作從《八代灣的神話》(1992)到《冷海情深》(1997)，採錄蘭嶼島上口傳的神話和禁忌，寫作手法上採用漢字、達悟語之拼音並立，翻轉漢語結構的句型，呈現「面向他者的文化翻譯者位置」。國科會研究學者李時雍在其研究中認為在此一以母語的邏輯再轉譯為華語的過程裡，兩種語言的對換產生了自「標準漢語」與「漢人中心」裡逃逸的效果，即夏曼・藍波安的書寫與思考完全是來自於母語的。:180-181
李時雍在論文中亦提及夏曼・藍波安的創作意義：「他根植於海洋島嶼觀點的書寫，呈現了對『帝國的南島』的抵殖民思考，他延續自我另類民族誌 (auto-ethnography) 的《大海浮夢》(2014)、《大海之眼》(2018) 記述航海南太平洋的歷程，成為引領讀者重思臺灣之為南島的歷史譜系與跨境意義的重要文本，並賦予了蘭嶼銜接世界地圖的新座標。:186」

## 主要作品
多數作品有法譯本，長篇小說《天空的眼睛》、《大海之眼》有捷克譯本，《黑色的翅膀》有俄譯本，《大海浮夢》有日譯本。
2025年4月12日至捷克布拉格參加「獵人之徑．海人之道」特展開幕典禮。

### 文學作品
- 《八代灣的神話故事》（1992年，晨星；2011年，聯經）

［義大利文譯本］Martina Renata Prosperi Pagina 2 Srls
- 《冷海情深——海洋朝聖者》 (聯合文學，1997年；聯合文學，2010年；英譯：Cold Sea, Deep Feeling)

［韓文譯本］李珠魯, 冷海深情 (a-mun-haksa ,Seoul (Korea), 2013)
［日文譯本］魚住悦子, 冷海深情 (千葉: 草風館, 2014)
- 《飛魚的呼喚 》 (1998年，英譯：The call of the Flying)
- 《黑色的翅膀》（1999年，晨星；2009年，聯經）

［俄文譯本］Andreev Vitaly Igorevich, Черные крылья (Moscow: AST, 2022)
- 《浪人鯵》 (2000年，英譯：The Wanderer Shen-fish)
- 《兩個太陽的故事》 (The Story of Two Suns)（2000年）
- 《黑潮親子舟》 (2000年，英譯：Father and Son’s Boat for the Black Current)
- 《海浪的記憶》（2002年，聯合文學）

［法文譯本］Marie-Paule Chamayou, La Mémoire des vagues (Tigre de papier, 2011)
- 《航海家的臉》（2007年，印刻）
- 《老海人》（2009年，印刻）
- 《天空的眼睛》（2012年，聯經）

［日文譯本］下村作次郎, 空の目 (千葉: 草風館, 2014)
［捷克文譯本］Jana Šimonová, Oči nebes (Prague: IFP Publishing, 2017)
［法文譯本］Damien Ligot, Les Yeux de l'océan (Paris: L'Asiathèque, 2022)
- 《大海浮夢》（2014年，聯經）

［日文譯本］下村作次郎, 大海に生きる夢―大海浮夢 (千葉: 草風館, 2017)
- 《安洛米恩之死》（2015年，印刻）
- 《大海之眼》（2018年，印刻）

［法文譯本］Damien Ligot Matanu Wawa  (L'Asiathèque, 2022)
- 《我願是那片海洋的魚鱗》（2021年，印刻）
- 《沒有信箱的男人》（2022年，聯合文學）
- 《黑潮親子舟》（2024年，印刻）

#### 選入教科書的散文
〈飛魚祭〉、〈海浪的記憶〉、〈飛魚的呼喚〉、〈浪濤人生〉、〈無怨無悔〉

#### 繪本
- 《我的父親》（台灣文創）
- 《黑潮的親子舟》（台灣文創）
- 《冷海情深》（台灣文創）

### 紀錄片
- 《海洋練習曲》
- 《福爾摩沙的指環》（公共電視）
- 《與海共舞》（公共電視）
- 《野性蘭嶼》（公共電視）
- 《藍色的翅膀》
- 《海浪的記憶》
- 《波鋒嶼波谷》

- 《禮物》
- 《飛魚將來》

### 其他
- 《蘭嶼記事: 潘小俠影像》 (1980-2005) The Photographic of Orchid Lsland by Pan HsiaoHsia
- 《雅美族紅頭部落歷史研究》夏曼 ‧ 藍波安,林嘉男 出版日期：2023-10-31

### 尚未結集的單篇作品
- 《我的第一棵樹》，《山海文化》第6期， 1994年9月。
- 《Mi Vanwa米．梵奴娃》，《聯合報》第5版，1996年2月21日。
- 《在蘭嶼的日子》，《聯合文學》第150期，1997年4月。
- 《海水很深、很藍》，《張老師月刊》第235期，1997年7月1日。
- 《作海洋的孩子》，《拾穗》第96期，1997年10月。
- 《夜歸的男人在害怕》，《中國時報》第27版，1997年11月4日。
- 《TOTO-U》，《中國時報》第27版，1998年3月2日。
- 《憂鬱的祖父》，《中國時報》第37版，2000年8月23日。
- 《當太陽升起時》，《中國時報》第23版，2001年5月31日。
- 《在地名與外來名的思維》，《聯合報》第22版，2002年11月11日。
- 《給父母的第一封漢字書籤》，《聯合報》第39版，2003年2月16日。
- 《航海的夢》，《聯合文學》第263期，2006年9月。

## 獎項
- 1992年：《八代灣的神話》中研院史語所母語創作獎
- 1997年：《冷海情深》聯合報讀書人年度十大好書
- 1999年：《黑色的翅膀》吳濁流文學獎、中央日報年度十大本土好書
- 2002年：《海浪的記憶》時報文學獎推薦獎
- 2006年：〈漁夫的誕生〉九歌年度小說獎、第23屆吳魯芹散文獎
- 2010年：《老海人》行政院新聞局第34屆金鼎獎─圖書類文學獎
- 2010年： 《老海人》台北國際書展大獎「小說類．年度之書」入圍
- 2012年：《天空的眼睛》中時開卷好書獎
- 2014年：《大海浮夢》入圍2015年聯合報文學大獎
- 2017年：第四十屆吳三連獎文學獎─文學類
- 2018年：《大海浮夢》日本犬異托邦文學賞
- 2019年：《大海之眼》台灣文學金典獎，及金鼎獎優良出版品推薦
- 2022年：《沒有信箱的男人》Openbook好書獎．年度中文創作
- 2023年：《大海浮夢》入圍2023年聯合報文學大獎
- 2023年：第十三屆全球華文文學星雲獎─貢獻獎
- 2023年：第二十三屆國家文藝獎─文學類
- 2024年：第一屆海洋文化獎—個人組

## 外部連結
- 夏曼·藍波安的Facebook專頁
- 島嶼民族科學工作坊